# Isabella di Baviera (duchessa di Genova)
Isabella di Baviera (Marie Isabella Luise Amalie Elvira Blanche Eleonore, Prinzessin von Bayern; Monaco di Baviera, 31 agosto 1863 – Roma, 26 febbraio 1924) era la moglie di Tommaso di Savoia, duca di Genova.

## Biografia

### Infanzia

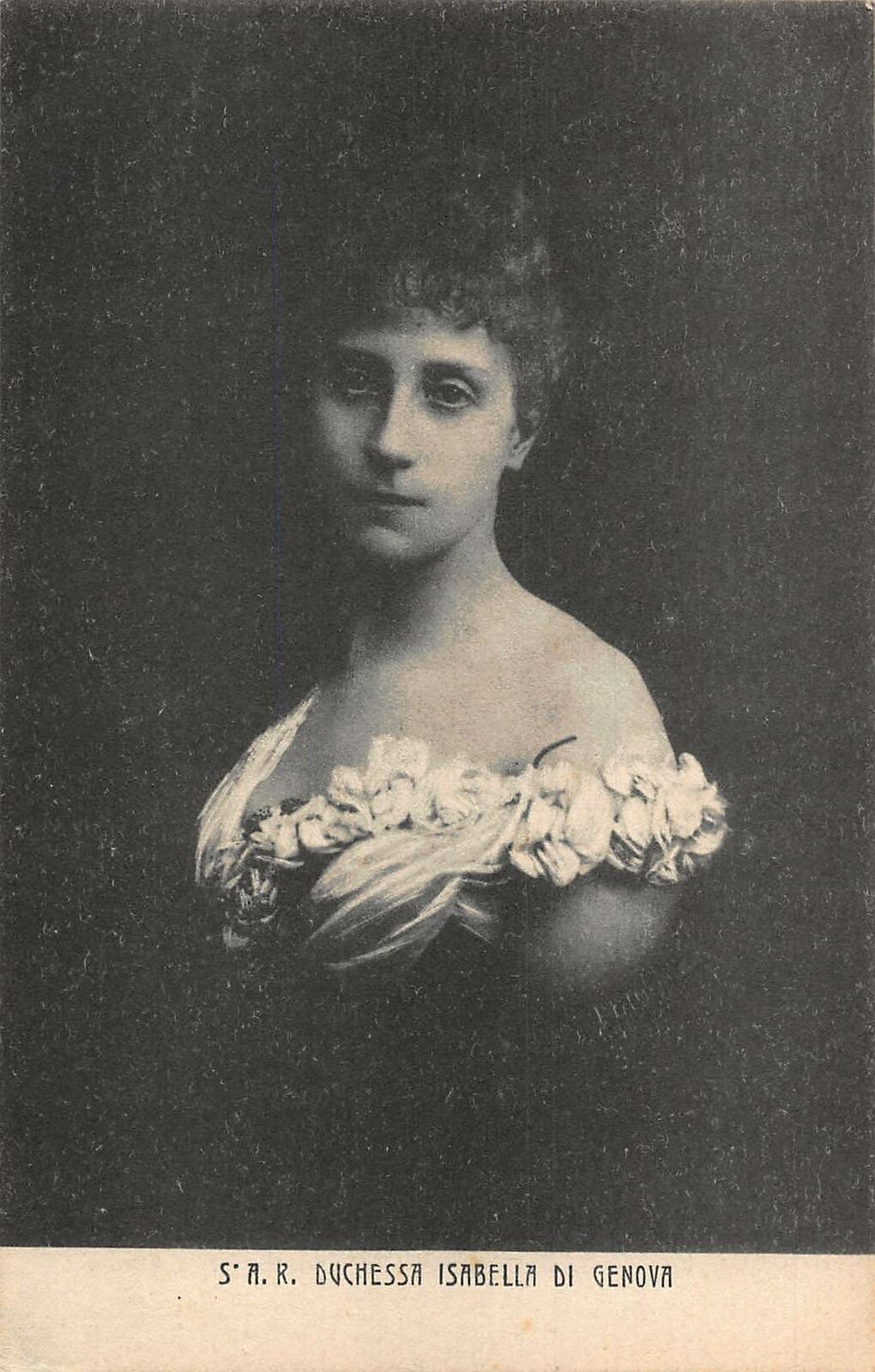
Isabella in giovane età

Nata nel 1863 a Nymphenburg, Isabella di Baviera era figlia del principe di Baviera Adalberto e di Amalia Filippina di Borbone-Spagna.
Il padre di Isabella, Adalberto, era il quarto figlio di Ludovico I di Baviera e di Teresa di Sassonia-Hildburghausen. Sua madre Amalia era figlia di Francesco di Paola, infante di Spagna e fratello minore di Ferdinando VII di Spagna, ed era sorella di Francesco, duca di Cadice e consorte della figlia di Ferdinando VII, Isabella II di Spagna.

### Matrimonio

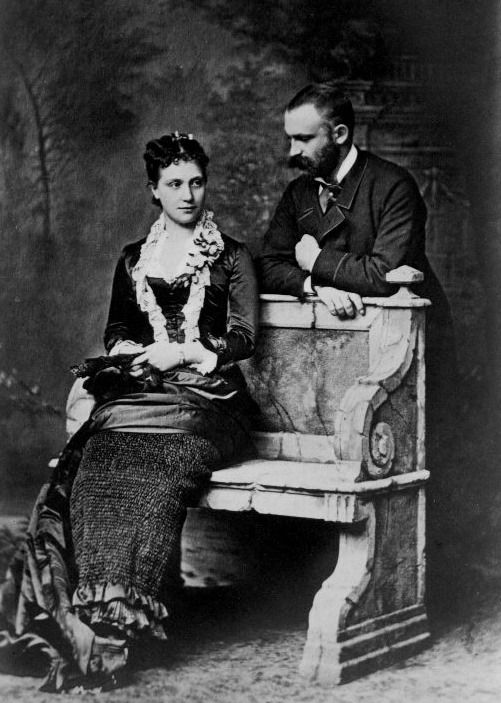
Isabella e Tommaso, duchessa e duca di Genova

Sposò a Nymphenburg, il 14 aprile 1883, Tommaso di Savoia, secondo duca di Genova (1854-1931), figlio di Ferdinando di Savoia-Genova, e di Elisabetta di Sassonia.

### Ultimi anni e morte

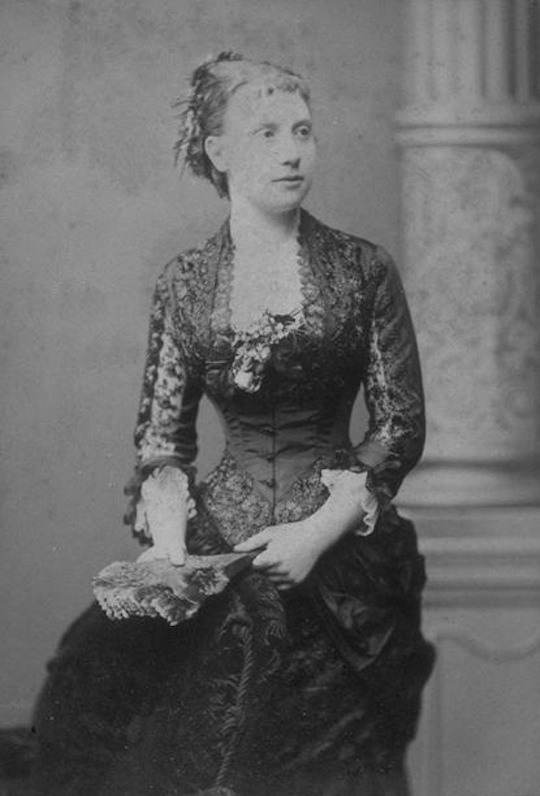
Isabella di Baviera

Nel 1905 Isabella e suo marito, così come altri membri della Casa Savoia, parteciparono a una cerimonia in occasione della beatificazione di un sacerdote francese. Vi partecipò anche papa Pio X, insieme con 1.000 pellegrini francesi e diverse migliaia di fedeli di altre nazionalità, oltre a 22 cardinali e alla corte papale. L'evento fu notevole, perché era la prima volta nella quale membri di Casa Savoia assistevano ad una funzione religiosa alla presenza del Papa.
Come duca e duchessa di Genova, Isabella e suo marito assolsero spesso altre funzioni in qualità di rappresentanti di Casa Savoia. Per esempio, nel 1911 parteciparono alla inaugurazione di un grande monumento a Vittorio Emanuele II a Roma. L'evento richiamò  quasi un milione di persone e vi parteciparono anche le regine vedove Maria Pia di Portogallo, Margherita d'Italia e il duca e la duchessa di Aosta.
Isabella morì a Roma nel 1924. Per il suo funerale fu utilizzata per l'ultima volta la carrozza detta "l'Egiziana", del 1819, di proprietà di Casa Savoia e ora conservata al museo delle carrozze del Quirinale a Roma. Suo marito morì sette anni dopo, nel 1931.

## Curiosità
- Il comune di Torino le ha intitolato un ponte sul fiume Po, il ponte principessa Isabella[1].

## Discendenza
Dal matrimonio tra Isabella e Tommaso di Savoia nacquero:
- Ferdinando, terzo duca di Genova (1884-1963), sposato con Maria Luisa Alliaga Gandolfi di Ricaldone (senza figli);
- Filiberto, duca di Pistoia (1895-1990), sposato con Lydia d'Arenberg (senza figli);
- Maria Bona (1896-1971), sposata con il principe Corrado di Baviera (due figli);
- Adalberto, duca di Bergamo (1898-1982), senza moglie né figli;
- Maria Adelaide di Savoia (1904-1979), sposata con Leone Massimo, principe d'Arsoli e duca di Anticoli-Corrado (sei figli);
- Eugenio, duca di Ancona (1906-1996), sposato con Lucia di Borbone-Due Sicilie (una figlia).

## Ascendenza
|                                       |                    |                                         | Genitori                                               |  |  | Nonni |  |  | Bisnonni                           |  |  | Trisnonni                                  |  |
|                                       |                    |                                         |                                                        |  |  |       |  |  | Massimiliano I Giuseppe di Baviera |  |  | Federico Michele di Zweibrücken-Birkenfeld |  |
|                                       |                    |                                         |                                                        |  |  |       |  |  | Massimiliano I Giuseppe di Baviera |  |  | Federico Michele di Zweibrücken-Birkenfeld |  |
|                                       |                    | Maria Francesca del Palatinato-Sulzbach |                                                        |  |  |       |  |  | Massimiliano I Giuseppe di Baviera |  |  |                                            |  |
| Ludovico I di Baviera                 |                    |                                         |                                                        |  |  |       |  |  | Massimiliano I Giuseppe di Baviera |  |  |                                            |  |
|                                       |                    | Augusta Guglielmina d'Assia-Darmstadt   | Giorgio Guglielmo d'Assia-Darmstadt                    |  |  |       |  |  |                                    |  |  |                                            |  |
|                                       |                    | Augusta Guglielmina d'Assia-Darmstadt   | Giorgio Guglielmo d'Assia-Darmstadt                    |  |  |       |  |  |                                    |  |  |                                            |  |
|                                       |                    | Augusta Guglielmina d'Assia-Darmstadt   | Maria Luisa Albertina di Leiningen-Dagsburg-Falkenburg |  |  |       |  |  |                                    |  |  |                                            |  |
| Adalberto di Baviera                  |                    | Augusta Guglielmina d'Assia-Darmstadt   |                                                        |  |  |       |  |  |                                    |  |  |                                            |  |
|                                       |                    | Federico di Sassonia-Altenburg          | Ernesto Federico III di Sassonia-Hildburghausen        |  |  |       |  |  |                                    |  |  |                                            |  |
|                                       |                    | Federico di Sassonia-Altenburg          | Ernesto Federico III di Sassonia-Hildburghausen        |  |  |       |  |  |                                    |  |  |                                            |  |
|                                       |                    | Federico di Sassonia-Altenburg          | Ernestina Augusta di Sassonia-Weimar                   |  |  |       |  |  |                                    |  |  |                                            |  |
| Teresa di Sassonia-Hildburghausen     |                    | Federico di Sassonia-Altenburg          |                                                        |  |  |       |  |  |                                    |  |  |                                            |  |
|                                       |                    | Carlotta di Meclemburgo-Strelitz        | Carlo II di Meclemburgo-Strelitz                       |  |  |       |  |  |                                    |  |  |                                            |  |
|                                       |                    | Carlotta di Meclemburgo-Strelitz        | Carlo II di Meclemburgo-Strelitz                       |  |  |       |  |  |                                    |  |  |                                            |  |
|                                       |                    | Carlotta di Meclemburgo-Strelitz        | Federica Carolina Luisa d'Assia-Darmstadt              |  |  |       |  |  |                                    |  |  |                                            |  |
| Isabella di Baviera                   |                    | Carlotta di Meclemburgo-Strelitz        |                                                        |  |  |       |  |  |                                    |  |  |                                            |  |
|                                       | Carlo IV di Spagna | Carlo III di Spagna                     |                                                        |  |  |       |  |  |                                    |  |  |                                            |  |
|                                       | Carlo IV di Spagna | Carlo III di Spagna                     |                                                        |  |  |       |  |  |                                    |  |  |                                            |  |
|                                       | Carlo IV di Spagna | Maria Amalia di Sassonia                |                                                        |  |  |       |  |  |                                    |  |  |                                            |  |
| Francesco di Paola di Borbone-Spagna  | Carlo IV di Spagna |                                         |                                                        |  |  |       |  |  |                                    |  |  |                                            |  |
|                                       |                    | Maria Luisa di Borbone-Parma            | Filippo I di Parma                                     |  |  |       |  |  |                                    |  |  |                                            |  |
|                                       |                    | Maria Luisa di Borbone-Parma            | Filippo I di Parma                                     |  |  |       |  |  |                                    |  |  |                                            |  |
|                                       |                    | Maria Luisa di Borbone-Parma            | Elisabetta di Borbone-Francia                          |  |  |       |  |  |                                    |  |  |                                            |  |
| Amalia Filippina di Borbone-Spagna    |                    | Maria Luisa di Borbone-Parma            |                                                        |  |  |       |  |  |                                    |  |  |                                            |  |
|                                       |                    | Francesco I delle Due Sicilie           | Ferdinando I delle Due Sicilie                         |  |  |       |  |  |                                    |  |  |                                            |  |
|                                       |                    | Francesco I delle Due Sicilie           | Ferdinando I delle Due Sicilie                         |  |  |       |  |  |                                    |  |  |                                            |  |
|                                       |                    | Francesco I delle Due Sicilie           | Maria Carolina d'Asburgo-Lorena                        |  |  |       |  |  |                                    |  |  |                                            |  |
| Luisa Carlotta di Borbone-Due Sicilie |                    | Francesco I delle Due Sicilie           |                                                        |  |  |       |  |  |                                    |  |  |                                            |  |
|                                       |                    | Maria Isabella di Borbone-Spagna        | Carlo IV di Spagna                                     |  |  |       |  |  |                                    |  |  |                                            |  |
|                                       |                    | Maria Isabella di Borbone-Spagna        | Carlo IV di Spagna                                     |  |  |       |  |  |                                    |  |  |                                            |  |
|                                       |                    | Maria Isabella di Borbone-Spagna        | Maria Luisa di Borbone-Parma                           |  |  |       |  |  |                                    |  |  |                                            |  |
|                                       |                    | Maria Isabella di Borbone-Spagna        |                                                        |  |  |       |  |  |                                    |  |  |                                            |  |